# Grupo de Contadora
O Grupo de Contadora foi criado por México, Panamá, Colômbia e Venezuela como resposta à retomada da política intervencionista norte-americana na América Central, durante o primeiro mandato do presidente Ronald Reagan, consubstanciada na invasão estadunidense de Granada, em 1983. Junto com o Grupo de Apoio à Contadora (Argentina, Brasil, Peru e Uruguai), daria origem ao Grupo do Rio, único fórum político exclusivamente latino-americano no continente.
Posteriormente, na Cúpula da Unidade da América Latina e do Caribe, mantida em Cancún, nos dias 22 e 23 de fevereiro de 2010, conjuntamente com a XXI Cúpula do Grupo do Rio e a II Cúpula da América Latina e do Caribe sobre Integração e Desenvolvimento (Calc), efetivou-se, com a fusão dos dois grupos, a Comunidade dos Estados Latino-Americanos e Caribenhos (Celac).